# Brendan Bradley
Brendan Bradley (Derry, 7 giugno 1950) è un ex calciatore nordirlandese, di ruolo attaccante, attualmente al primo posto nella classifica dei marcatori del campionato irlandese.

## Palmarès

### Club

#### Competizioni nazionali
- Coppa d'Irlanda: 1

Finn Harps: 1973-1974
- North American Soccer League: 1

Toronto Blizzard: 1976

#### Competizioni regionali
- Dublin City Cup: 1

Finn Harps: 1971-1972

### Individuale
- Capocannoniere del campionato irlandese: 4

1969-1970 (18 gol), 1970-1971 (20 gol), 1974-1975 (21 gol), 1975-1976 (29 gol)